# Guadalupe FC
Guadalupe Fútbol Club – kostarykański klub piłkarski z siedzibą w mieście Guadalupe (kanton Goicoechea), w prowincji San José. Występuje w rozgrywkach Liga de Ascenso. Domowe mecze rozgrywa na obiekcie Estadio José Joaquín „Colleya” Fonseca.

## Historia
Klub powstał w maju 2017, gdy meksykańskie przedsiębiorstwo Grupo Somnus przeniosło swój zespół Belén FC do miasta Guadalupe i na jego licencji założyło drużynę Guadalupe FC. Działalność klubu miała się skupiać na promowaniu młodych kostarykańskich zawodników.
Od razu po powstaniu klub przystąpił do rozgrywek najwyższej klasy rozgrywkowej. Występował jej w latach 2017–2023, po czym spadł do drugiej ligi.